# مجلس الوزراء التنفيذي التركي الرابع
مجلس الوزراء التنفيذي التركي الرابع، هو رابع حكومة برلمانية تشكلت من قبل القوميين الأتراك خلال حرب الاستقلال التركية بين تاريخ 12 يوليوز 1922 إلى 4 أغسطس 1923 كانت الحكومة تسمى «مجلس الوزراء التنفيذيين» وكذلك مشهورة بتسمية حكومة أنقرة.

## خلفية
كان رئيس هذا المجلس حسين رؤوف بك نائب الأشغال العامة السابق. وتم انتخاب أعضاء المجلس من قبل البرلمان واحدا تلو الآخر.

## قائمة أعضاء المجلس
الأسماء بين قوسين هي الأسماء التي إختارها الأفراد كألقاب لعائلاتهم بعد تبني قانون الألقاب وحذف الألقاب العثمانية 1934.
| المنصب                                | الاسم                       | بداية/إنتهاء العهدة             |
| ------------------------------------- | --------------------------- | ------------------------------- |
| رئيس المجلس التنفيذي                  | حسين رؤوف بك                | 12 يوليوز 1922 / 4 أغسطس 1923   |
| النائب مسؤول العدل                    | أحمد رفعت بك (شليك)         | 12 يوليوز 1922 / 4 أغسطس 1923   |
| النائب مسؤول الشريعة والأوقاف         | عبد الله عزمي أفندي (تورون) | 12 يوليوز 1922 / 26 أكتوبر 1922 |
| النائب مسؤول الشريعة والأوقاف         | محمد وهبي أفندي (سيليك)     | 26 أكتوبر 1922 / 4 أغسطس 1923   |
| النائب مسؤول الدفاع                   | كاظم باشا (أوزالب)          | 12 يوليوز 1922 / 4 أغسطس 1923   |
| النائب مسؤول الأركان العامة           | فوزي باشا                   | 12 يوليوز 1922 / 4 أغسطس 1923   |
| النائب مسؤول الداخلية                 | إسماعيل صفا بك (اوزلر)      | 12 يوليوز 1922 / 5 نوفمبر 1922  |
| النائب مسؤول الداخلية                 | علي فتحي بك (عوكر)          | 5 نوفمبر 1922 / 4 أغسطس 1923    |
| النائب مسؤول الشؤون الخارجية          | يوسف كمال بك (تنجيرشيك)     | 19 ماي 1921 / 26 أكتوبر 1922    |
| النائب مسؤول الشؤون الخارجية          | عصمت باشا (إينونو)          | 26 أكتوبر 1922 / 4 أغسطس 1923   |
| النائب مسؤول الاقتصاد                 | محمود عزت بك (بوزكورت)      | 12 يوليوز 1922 / 4 أغسطس 1923   |
| النائب مسؤول المالية                  | حسن فهمي بك (عاتق)          | 12 يوليوز 1922 / 4 أغسطس 1923   |
| النائب مسؤول التربية                  | محمد وهبي بك (بولاك)        | 12 يوليوز 1922 / 5 نوفمبر 1922  |
| النائب مسؤول التربية                  | إسماعيل صفا بك (اوزلر)      | 5 نوفمبر 1922 / 4 أغسطس 1923    |
| النائب مسؤول الصحة والتضامن الاجتماعي | رضا نور بك                  | 12 يوليوز 1922 / 4 أغسطس 1923   |
| النائب مسؤول الأشغال العامة           | فوزي بك (بيرينشي أغلو)      | 12 يوليوز 1922 / 4 أغسطس 1923   |